# 庾自直
庾 自直（ゆ じちょく、? - 618年）は、南朝陳から隋にかけての文学者。本貫は潁川郡鄢陵県。

## 経歴
陳の羽林監の庾持の子として生まれた。陳に仕えて、豫章王府外兵参軍・宣恵記室を歴任した。陳が滅亡すると関中に入ったが、隋に任用されなかった。隋の晋王楊広（後の煬帝）がそのことを聞いて、学士として自直を召し出した。大業元年（605年）、著作佐郎に任じられた。文章をよく作り、五言詩を最も得意とした。煬帝が文章を作ると、まずは必ず自直に示し、その批評を受けた。煬帝は自直が批判した箇所を改め、改稿が再三に及ぶこともあった。後に著作佐郎のまま知起居舎人事をつとめた。大業14年（618年）、宇文化及が煬帝を殺害して軍を北上させると、自直は露車の中で発病して死去した。『類文』377巻を編纂したほか、『文集』10巻があった。

## 伝記資料
- 『隋書』巻76 列伝第41
- 『北史』巻83 列伝第71